# Biblioteka narodowa

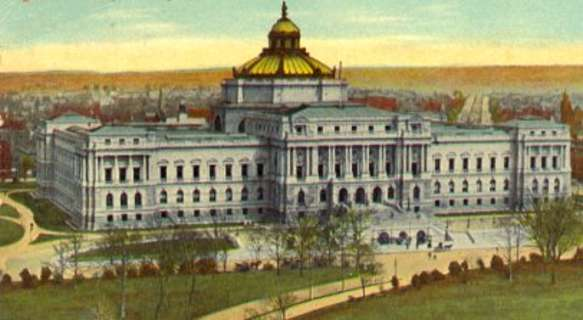
Biblioteka Kongresu Stanów Zjednoczonych

Biblioteka narodowa – biblioteka, której celem jest gromadzenie, przechowywanie i opracowywanie wszystkich publikacji wydanych na terenie danego kraju i na jego temat opublikowanych poza granicami. Często zawierają one cenne albo znaczące dzieła. Większość bibliotek narodowych posiada prawo do egzemplarza obowiązkowego.

## Klasyfikacja

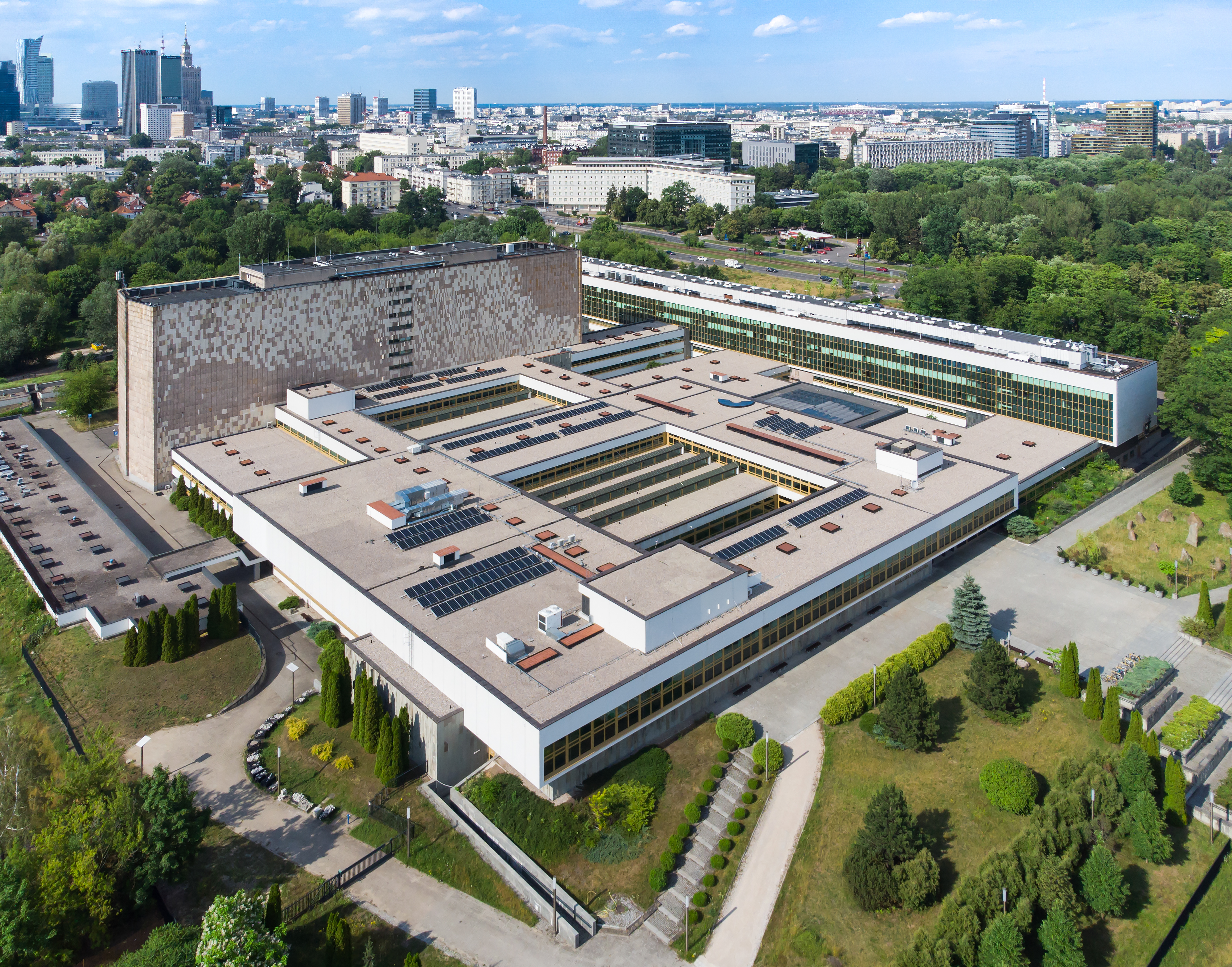
Biblioteka Narodowa w Warszawie

Podczas XVI sesji w Paryżu Konferencji Generalnej Organizacji Narodów Zjednoczonych do Spraw Oświaty, Nauki i Kultury, która odbyła się w dniach 12 października–14 listopada 1970 roku jako pomoc w klasyfikacji opracowano definicję biblioteki narodowej. Zgodnie z nią są to „biblioteki, które, niezależnie od swojej nazwy, są odpowiedzialne za gromadzenie i przechowywanie wszystkich publikacji wydanych w kraju i otrzymujące z tego tytułu egzemplarz obowiązkowy, na podstawie ustawy lub innych porozumień. Mogą one również sprawować niektóre z następujących funkcji: opracowywać bieżącą bibliografię narodową; gromadzić i uaktualniać stale szeroki i reprezentatywny zbiór piśmiennictwa zagranicznego, w tym wydawnictwa o danym kraju; działać jako centralny ogólnokrajowy ośrodek informacji bibliograficznej, sporządzać katalogi centralne; publikować bibliografię retrospektywną”. Twórcy definicji zalecają, aby przy klasyfikowaniu nie kierować się nazwą. Jeśli biblioteka nie pełni funkcji podanych w definicji, nie powinna być uważana za narodową.

## Historia
Pierwsze biblioteki narodowe zaczęły powstawać w XVIII wieku. Początkowo termin „biblioteka narodowa” rozumiano raczej jako bibliotekę, która udostępnia zbiory wszystkim obywatelom, a nie jako instytucję, która gromadzi i przechowuje dziedzictwo narodowe. Polscy badacze za pierwszą bibliotekę narodową na świecie uważają powstałą w 1747 Bibliotekę Załuskich. Za drugą uznano działającą od 1753 bibliotekę Muzeum Brytyjskiego, której zbiory w roku 1973 weszły w skład Biblioteki Brytyjskiej. Nazwa biblioteka narodowa pojawiła się po raz pierwszy we Francji. Podczas rewolucji francuskiej w 1792 r. dawnej bibliotece królewskiej nadano nazwę Bibliothèque nationale de France, podkreślając w ten sposób fakt, że jest ona własnością narodu. Biblioteki powstające w XIX wieku w Zjednoczonych Włoszech, w Szwajcarii czy w Niemczech mają charakter nie tylko bibliotek narodowych, ale również państwowych.
W Stanach Zjednoczonych nie powstała biblioteka narodowa, a jej funkcję pełni założona w 1800 roku Biblioteka Kongresu. Gdy po I wojnie światowej powstają nowe państwa, utworzenie biblioteki narodowej stało się wyrazem suwerenności i odrębności. Zmienia się też rola państwa, które staje się jej założycielem i ją utrzymuje.
Do lat 50. XX wieku uważano, że głównym celem bibliotek narodowych jest gromadzenie „narodowej spuścizny”. W 1964 roku podczas sesji IFLA w Rzymie K.W. Humphreys wyróżnił trzy funkcje bibliotek narodowych: podstawowe (gromadzenie piśmiennictwa, tworzenie i publikowanie bibliografii oraz pełnienie funkcji centralnego ośrodka informacji), pożądane (koordynowanie wypożyczeń międzybibliotecznych, prowadzenie badań bibliologicznych i nadzór nad najcenniejszymi dokumentami) oraz dodatkowe (wymiana wydawnictw, opieka nad siecią biblioteczną i bibliotekarzami).
Biblioteki narodowe Europy współtworzą cyfrową Bibliotekę Europejską, która w 2008 roku stała się podstawą do utworzenia Europeany.

## Egzemplarz obowiązkowy
Biblioteki narodowe zazwyczaj maja prawo do otrzymywania egzemplarza obowiązkowego wszystkich druków wydawanych na terenie kraju. Jako pierwszy na świecie ten przywilej nadał Franciszek I w 1537 roku Bibliotece Królewskiej w Paryżu. W kolejnych latach wprowadzały go inne kraje: Anglia w 1610 roku, Szwecja w 1661 roku, Rosja w 1683 roku, a Dania w 1697 roku. W Polsce z inicjatywy KEN przywilej „otrzymywania każdej drukowanej publikacji z ówczesnego terenu Rzeczypospolitej” otrzymała Biblioteka Załuskich w 1780 roku, a pierwsza ustawa o egzemplarzu obowiązkowym została uchwalona 18 marca 1932 roku.
Są jednak kraje, w których nie ma ustawy o egzemplarzu obowiązkowym. Przykładem może tu być Szwajcaria, w której gromadzenie zbiorów opiera się na dobrowolnych umowach pomiędzy wydawcami a Biblioteką Narodową.

## Lista bibliotek narodowych
| Kraj              | Instytucja | Miasto             |
| ----------------- | --- | ------------------ |
| Albania           | Biblioteka Narodowa Albanii (Biblioteka Kombëtare e Shqipërisë)                                                               | Tirana             |
| Algieria          | Biblioteka Narodowa Algierii (Bibliothèque nationale d’Algérie)                                                               | Algier             |
| Andora            | Biblioteka Narodowa Andory (Biblioteca Nacional d’Andorra)                                                                    | Andora             |
| Angola            | Biblioteka Narodowa Angoli (Bibliothèque nationale d’Angola)                                                                  | Luanda             |
| Arabia Saudyjska  | Biblioteka Narodowa Króla Fahda                                                                                               | Rijad              |
| Argentyna         | Biblioteka Narodowa Republiki Argentyna                                                                                       | Buenos Aires       |
| Armenia           | Biblioteka Narodowa Armenii (ՀԱՅԱՍՏԱՆԻ ԱԶԳԱՅԻՆ ԳՐԱԴԱՐԱՆ)                                                                      | Erywań             |
| Aruba             | Biblioteka Narodowa Aruby (Biblioteca Nacional Aruba)                                                                         | Oranjestad         |
| Australia         | Biblioteka Narodowa Australii (National Library of Australia)                                                                 | Canberra           |
| Austria           | Austriacka Biblioteka Narodowa (Österreichische Nationalbibliothek)                                                           | Wiedeń             |
| Azerbejdżan       | Biblioteka Narodowa Azerbejdżanu im. M.F. Axundzadə (Axundov adına Azərbaycan Milli Kitabxanası)                              | Baku               |
| Bangladesz        | Biblioteka Narodowa Bangladeszu (বাংলাদেশ জাতীয় গ্রন্থাগার)                                                                             | Dhaka              |
| Belize            | Biblioteka Narodowa Belize | Belize City        |
| Belgia            | Biblioteka Królewska Belgii, (Koninklijke Bibliotheek België, Bibliothèque royale de Belgique)                                | Bruksela           |
| Bhutan            | Biblioteka Narodowa i Archiwum Bhutanu (འབྲུག་རྒྱལ་ཡོངས་དཔེ་མཛོད།)                                                                   | Thimphu            |
| Białoruś          | Białoruska Biblioteka Narodowa (Национальная библиотека Белоруссии)                                                           | Mińsk              |
| Boliwia           | Archiwum i Biblioteka Narodowa Boliwii (Archivo y Biblioteca Nacionales de Bolivia)                                           | Sucre              |
| Brazylia          | Brazylijska Biblioteka Narodowa (Bibilioteca Nacional do Brasil)                                                              | Rio de Janeiro     |
| Bułgaria          | Biblioteka Narodowa Bułgarii (Национална библиотека „Св. св. Кирил и Методий“)                                                | Sofia              |
| Chile             | Chilijska Biblioteka Narodowa (Biblioteca Nacional de Chile)                                                                  | Santiago           |
| Chiny             | Chińska Biblioteka Narodowa (中国国家图书馆)                                                                                  | Pekin              |
| Chorwacja         | Biblioteka Narodowa Uniwersytetu w Zagrzebiu (Nacionalna i sveucilišna knjižnica u Zagrebu)                                   | Zagrzeb            |
| Czechy            | Biblioteka Narodowa Republiki Czeskiej (Národní knihovna České republiky)                                                     | Praga              |
| Dania             | Biblioteka Królewska w Kopenhadze (Det Kongelige Bibliotek)                                                                   | Kopenhaga          |
| Egipt             | Egipska Biblioteka Narodowa (Dâr Al-Kutub)                                                                                    | Kair               |
| Estonia           | Narodowa Biblioteka Estonii (Eesti Rahvusraamatukogu)                                                                         | Tallinn            |
| Finlandia         | Biblioteka Narodowa Finlandii (Kansalliskirjasto)                                                                             | Helsinki           |
| Francja           | Biblioteka Narodowa Francji (Bibliothèque nationale de France)                                                                | Paryż              |
| Grecja            | Grecka Biblioteka Narodowa (Εθνική Βιβλιοθήκη)                                                                                | Ateny              |
| Grenlandia        | Nunatta Atuagaateqarfia / Det Grønlandske Landsbibliotek –                                                                    | Nuuk               |
| Holandia          | Biblioteka Królewska (Holandia) (Koninklijke Bibliotheek)                                                                     | Haga               |
| Hiszpania         | Hiszpańska Biblioteka Narodowa (Biblioteca Nacional de España)                                                                | Madryt             |
| Indie             | Indyjska Biblioteka Narodowa (National Library of India)                                                                      | Nowe Delhi         |
| Indonezja         | Biblioteka Narodowa Indonezji (Perpustakaan Nasional Republik Indonesia)                                                      | Dżakarta           |
| Irlandia          | Biblioteka Narodowa Irlandii (National Library of Ireland / Leabharlann Náisiúnta na hÉireann)                                | Dublin             |
| Islandia          | Narodowo-Uniwersytecka Biblioteka Islandii (Landsbókasafn Íslands – Háskólabókasafn)                                          | Reykjavík          |
| Izrael            | Biblioteka Narodowa Izraela (הספרייה הלאומית)                                                                                 | Jerozolima         |
| Jamajka           | Bibliothèque nationale de Jamaïque (National Library of Jamaica)                                                              | Kingston           |
| Japonia           | Bibliothèque nationale de la Diète (国立国会図書館 / Kokuritsu Kokkai Toshokan)                                               | Tokio              |
| Kanada            | Biblioteka i archiwum Kanady (Library and Archives Canada)                                                                    | Ottawa             |
| Kanada            | Biblioteka narodowa Quebecu (Bibliothèque et Archives nationales du Québec)                                                   | Quebec             |
| Katalonia         | Biblioteka Katalonii (Biblioteca de Catalunya)                                                                                | Barcelona          |
| Kolumbia          | Biblioteka Narodowa Kolumbii (Biblioteca Nacional de Colombia)                                                                | Bogota             |
| Korea Północna    | Ludowa Biblioteka Narodowa | Pjongjang          |
| Liban             | Libańska Biblioteka Narodowa                                                                                                  | Bejrut             |
| Litwa             | Litewska Biblioteka Narodowa im. Martynasa Mažvydasa                                                                          | Wilno              |
| Luksemburg        | Bibliothèque nationale de Luxembourg                                                                                          | Luksemburg         |
| Łotwa             | Biblioteka Narodowa Łotwy (Latvijas Nacionālā bibliotēka)                                                                     | Ryga               |
| Mali              | Biblioteka Narodowa Mali | Bamako             |
| Meksyk            | Biblioteka Narodowa Meksyku (Biblioteca Nacional de México)                                                                   | Meksyk             |
| Niemcy            | Niemiecka Biblioteka Narodowa (Deutsche Nationalbibliothek)                                                                   | Lipsk              |
| Niemcy            | Bawarska Biblioteka Państwowa                                                                                                 | Monachium          |
| Norwegia          | Biblioteka Narodowa (Nasjonalbiblioteket)                                                                                     | Oslo               |
| Nowa Zelandia     | Biblioteka Narodowa Nowej Zelandii (National Library of New Zealand)                                                          | Wellington         |
| Pakistan          | Biblioteka Narodowa Pakistanu                                                                                                 | Islamabad          |
| Panama            | Biblioteka Narodowa Panamy (Biblioteca Nacional de Panamá)                                                                    | Panama             |
| Peru              | Bibliothèque nationale du Pérou (Biblioteca Nacional del Perú)                                                                | Lima               |
| Polska            | Biblioteka Narodowa | Warszawa           |
| Polska            | Biblioteka Jagiellońska | Kraków             |
| Portugalia        | Biblioteka Narodowa Portugalii (Biblioteca Nacional)                                                                          | Lizbona            |
| Quebec            | Bibliothèque et Archives nationales du Québec                                                                                 | Montreal           |
| Południowa Afryka | Biblioteka Narodowa Południowej Afryki (National Library of South Africa)                                                     | Pretoria, Kapsztad |
| Rosja             | Rosyjska Biblioteka Narodowa (Российская Государственная Библиотека)                                                          | Petersburg         |
| Rosja             | Biblioteka Narodowa Republiki Baszkortostanu (Национальная библиотека имени Ахмет-Заки Валиди)                                | Ufa                |
| Serbia            | Serbska Biblioteka Narodowa (Народна библиотека Србије – Narodna Biblioteka Srbije)                                           | Belgrad            |
| Słowacja          | Biblioteka Uniwersytecka w Bratysławie                                                                                        | Bratysława         |
| Słowenia          | Biblioteka Narodowa i Uniwersytecka (Narodna in univerzitetna knjižnica)                                                      | Lublana            |
| Słowacja          | Słowacka Biblioteka Narodowa (Slovenská národná knižnica)                                                                     | Martin             |
| Stany Zjednoczone | Biblioteka Kongresu (Library of Congress)                                                                                     | Waszyngton         |
| Syria             | Biblioteka Narodowa al-Asada                                                                                                  | Damaszek           |
| Szkocja           | Szkocka Biblioteka Narodowa                                                                                                   | Edynburg           |
| Szwecja           | Biblioteka Królewska w Sztokholmie (Kungliga biblioteket)                                                                     | Sztokholm          |
| Szwajcaria        | Szwajcarska Biblioteka Narodowa                                                                                               | Berno              |
| Tunezja           | Biblioteka Narodowa Tunezji                                                                                                   | Tunis              |
| Turcja            | Turecka Biblioteka Narodowa (Milli Kütüphane)                                                                                 | Ankara             |
| Ukraina           | Biblioteka Narodowa Ukrainy im. W.I. Wiernadskiego (Національна бібліотека України імені В. І. Вернадського)                  | Kijów              |
| Ukraina           | Lwowska Narodowa Naukowa Biblioteka Ukrainy im. Wasyla Stefanyka                                                              | Lwów               |
| Walia             | Narodowa Biblioteka Walijska (Llyfrgell Genedlaethol Cymru)                                                                   | Aberystwyth        |
| Watykan           | Biblioteka Watykańska (Bibliotheca Apostolica Vaticana)                                                                       | Watykan            |
| Węgry             | Państwowa Biblioteka Széchényiego (Országos Széchényi Könyvtár)                                                               | Budapeszt          |
| Włochy            | Bibliothèque nationale centrale de Florence (Biblioteca Nazionale Centrale di Firenze) Centralna Biblioteka Narodowa w Rzymie | Florencja          |
| Wyspy Owcze       | Landsbókasavnið | Tórshavn           |
| Wielka Brytania   | Biblioteka Brytyjska (British Library)                                                                                        | Londyn             |